# Carthaginoise

Populations et langues de la péninsule ibérique vers 300 av. J.-C.
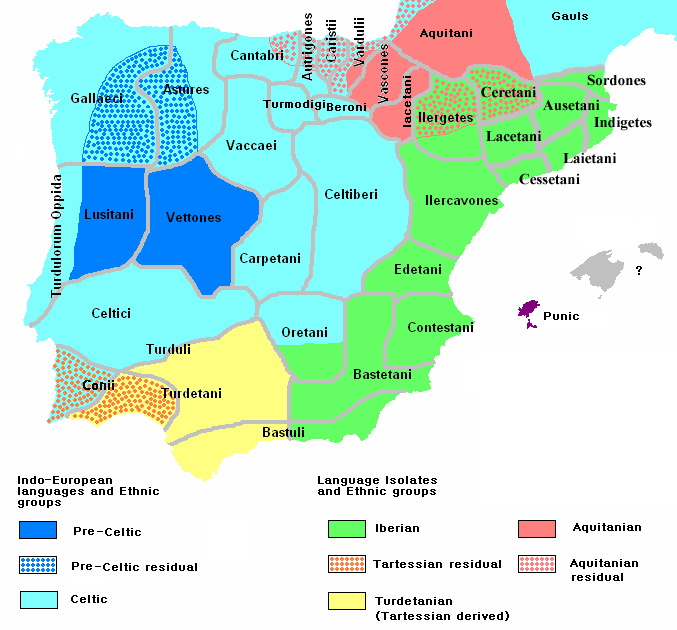
Ethnographie vers -200
Péninsule ibérique vers -100
Implantation romaine
Méditerranée vers -218

L'Hispanie romaine sous Dioclétien.

Le Carthaginois ou la Carthaginoise (en latin, Carthaginensis ou Carthaginiensis) est une province romaine couvrant le centre et le sud-est de l'Hispanie dont la capitale est Carthago Nova (aujourd'hui Carthagène). Son territoire couvre la région actuelle de Murcie, l'est de l'Andalousie, une bonne partie de la Castille et de la Communauté valencienne.
Ses territoires font à l'origine partie de la Tarraconaise, province elle-même issue de l'extension à l'intérieur de la péninsule de l'Hispanie citérieure. La Carthaginoise était alors un des conventus iuridici (sous-divisions administratives et judiciaires de la province) de la Tarraconaise.
L'empereur Dioclétien, ayant à faire face à de nombreux troubles au sein de l'immense empire romain, décide de revoir l'organisation du pouvoir impérial et de l'administration de l'empire : 101 provinces sont créées, regroupées en 12 diocèses. Ainsi est créée la Carthaginoise, appartenant au diocèse d'Hispanie. 
Au milieu du IVe siècle, les Îles Baléares sont séparées de la Carthaginoise pour devenir la septième province du diocèse (la province Baléarique).
La province est envahie et saccagée en 409 par les Wisigoths, les Suèves et les Alamans et finit par être annexée par le Wisigoths d'Euric.

L'Hispanie byzantine

Au début du VIe siècle, l'empereur Justinien Ier annexe la côte de la province et l'incorpore à une zone allant du sud de la Lusitanie, correspondant à l'Algarve actuel, au sud de l'actuelle région de Valence. La capitale de cette zone prend pour nom Carthago Spartaria et la province ainsi formée prend celui de Spania.
Cette province est par la suite reconquise par les Wisigoths (Léovigild, puis Swinthila) vers 622, et réintégrée dans leur royaume.